# Мартин, Филип
Филип Мартин (англ. Philip Martin; 28 марта 1931, Мельбурн, штат Виктория, Австралия — 18 октября 2005, Виктория) — австралийский академический поэт, переводчик, критик и публицист.

## Образование и преподавательская карьера
В юности, с 1937 по 1950 год, Мартин обучался в иезуитском Колледже Ксаверия, расположенном в мельбурнском районе Кью. В 1958 году окончил бакалавриат Мельбурнского университета.
С 1960 года Мартин работал в сфере образования по направлению англистики: куратором — в Мельбурнском университете (1960—1962), преподавателем — в Австралийском национальном университете (1963) и Университете Монаша (1964—1988). Также приглашался с лекциями в университеты Амстердама (1967) и Венеции (1976), в Карлтонский колледж (1983).

## Творчество
Филип Мартин начал пробовать себя в поэзии в 1950-х годах. Его стихи включались в частности в ежегодную антологию Australian Poetry издательства Angus & Robertson. Отсутствие, по мнению поэта, должного внимания прессы к первым собственным сборникам, вышедшим в 1970 (Voice Unaccompanied, с англ. — «Одинокий голос») и 1974 (A Bone Flute, с англ. — «Костяная флейта») годах, спровоцировало значительную задержку перед изданием в 1982 году третьего, A Flag for the Wind (с англ. — «Флаг по ветру»).
Под влиянием настаивавших на этом Мартина и Брюса Доу стала публиковать в литературных журналах свои поэтические сочинения бывшая в молодости известной балериной Энн Элдер.